# Tramlijn Lippenhuizen - Oosterwolde
De tramlijn Lippenhuizen - Oosterwolde was een tramlijn in Friesland tussen Lippenhuizen en Oosterwolde. 

## Geschiedenis
De lijn werd geopend door de Nederlandsche Tramweg Maatschappij (NTM) op 26 oktober 1911 en werd gesloten voor personenvervoer op 28 mei 1947. Goederenvervoer werd nog uitgevoerd tot 30 september 1962 door de NS. 